# Lange Herman
De Lange Herman (Estisch: Pikk Hermann; Duits: Langer Hermann; Russisch: Длинный Герман, Dlinnyj German) is een van de vier middeleeuwse hoektorens van het Toompeakasteel (Estisch: Toompea loss) in Tallinn, de hoofdstad van Estland.
De Lange Herman werd gebouwd tussen 1360 en 1370. In de 16e eeuw werd hij nog wat hoger gemaakt. Sindsdien is hij 45,6 meter hoog. Omdat de toren in Toompea, het hooggelegen deel van Tallinn, staat, bevindt de top zich op 95 meter boven de zeespiegel. De toren is een markant punt, dat vanuit de verre omgeving van Tallinn te zien is. Al in de middeleeuwen kreeg hij de naam ‘Herman’, die ‘legerheld’ of ‘krijger’ betekent. De Lange Herman is een deel van het Toompeakasteel. De kern van het slot is anderhalve eeuw ouder dan de toren. In de jaren 1920-1922 werd het slot uitgebreid met een nieuwe vleugel. In dit roze gekleurde gebouw is het Estische Parlement (Riigikogu) gevestigd.
Van de drie andere torens van het kasteel  is Stür den Kerl (‘Houd de vijand tegen’) afgebroken in de jaren 1767-1773 tijdens een van de vele verbouwingen van het kasteel. Pilsticker (‘Pijlenslijper’, Estisch: Pilstickeri torn) en Landskrone (‘Landskroon’, Estisch: Landskrone torn) zijn bewaard gebleven.
De Lange Herman bestaat uit tien verdiepingen en een uitkijkplatform. Een steile stenen trap van 215 treden voert naar de top.

## De vlag op de toren
Traditioneel waait op de Lange Herman de vlag van de heerser over Estland. Dat waren ooit de vlag van de Duitse Orde, van Zweden en van Rusland. Op 12 december 1918 werd hier voor het eerst de blauw-zwart-witte vlag van Estland gehesen. Vanaf 22 juni 1940 waaiden er twee vlaggen op de toren: die van Estland en die van de Sovjet-Unie. Op 27 juli 1940 werden die twee vervangen door de vlag van de Estische Socialistische Sovjetrepubliek.
Op 28 augustus 1941, tijdens de Duitse bezetting, kwam de Estische vlag weer even terug, maar hij werd spoedig vervangen door de hakenkruisvlag. Op 20 september 1944, toen de Duitsers Tallinn hadden verlaten, werd de hakenkruisvlag weer vervangen door de Estische vlag, maar al op 22 september rukten de Russen Tallinn binnen en werd weer de vlag van Sovjet-Estland gehesen. Pas op 24 februari 1989 kwam de vlag van Estland weer terug.
Als ’s ochtends de Estische vlag op de Lange Herman wordt gehesen, wordt het Estische volkslied Mu isamaa, mu õnn ja rõõm gespeeld. Bij het strijken van de vlag in de avond klinkt het lied Mu isamaa on minu arm (‘Mijn vaderland is mijn liefde’) met een tekst van Lydia Koidula op muziek van Gustav Ernesaks.